# Wilhelm von Engerth

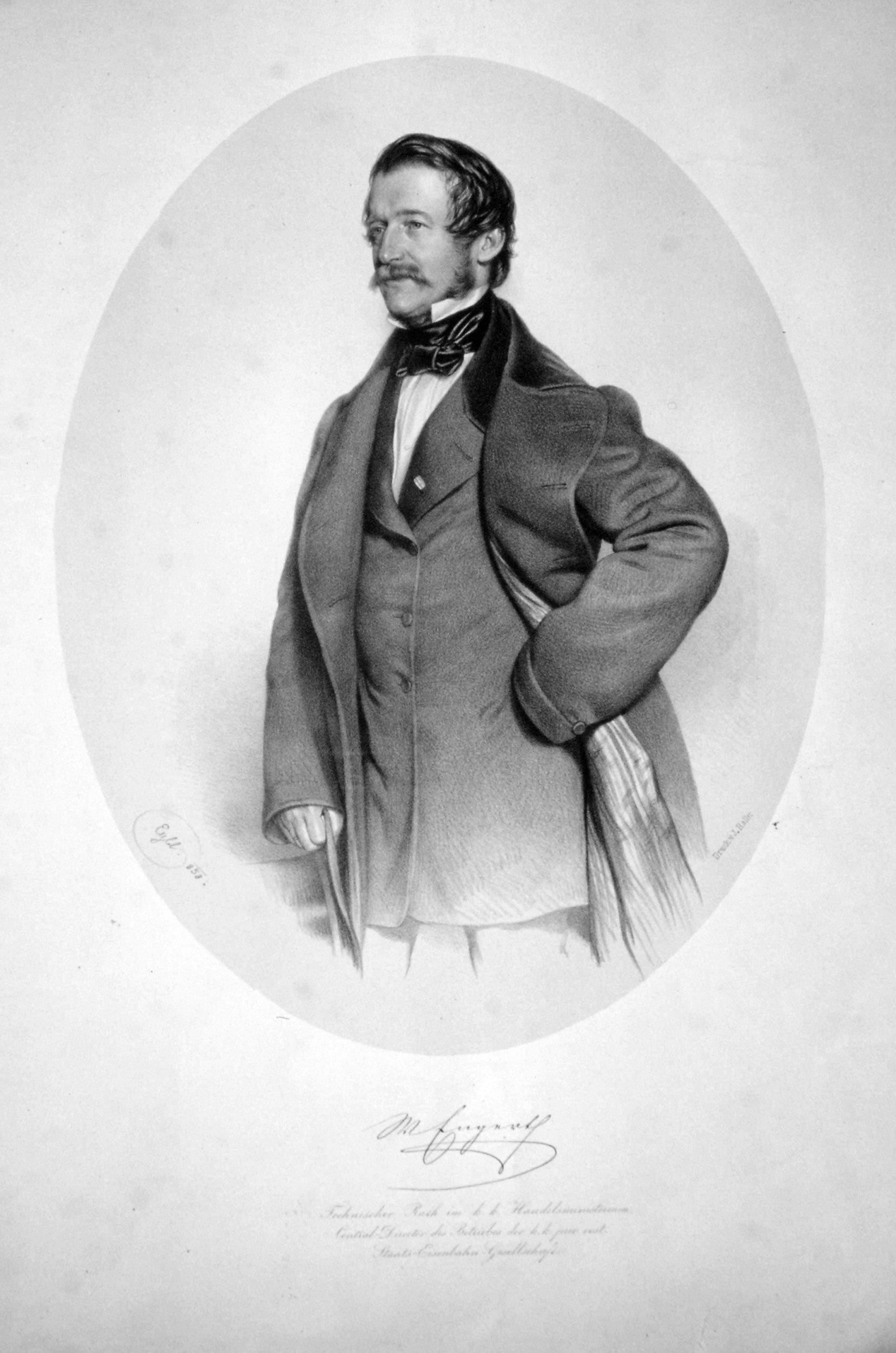
Wilhelm Engerth, Lithografie von Franz Eybl (1858)

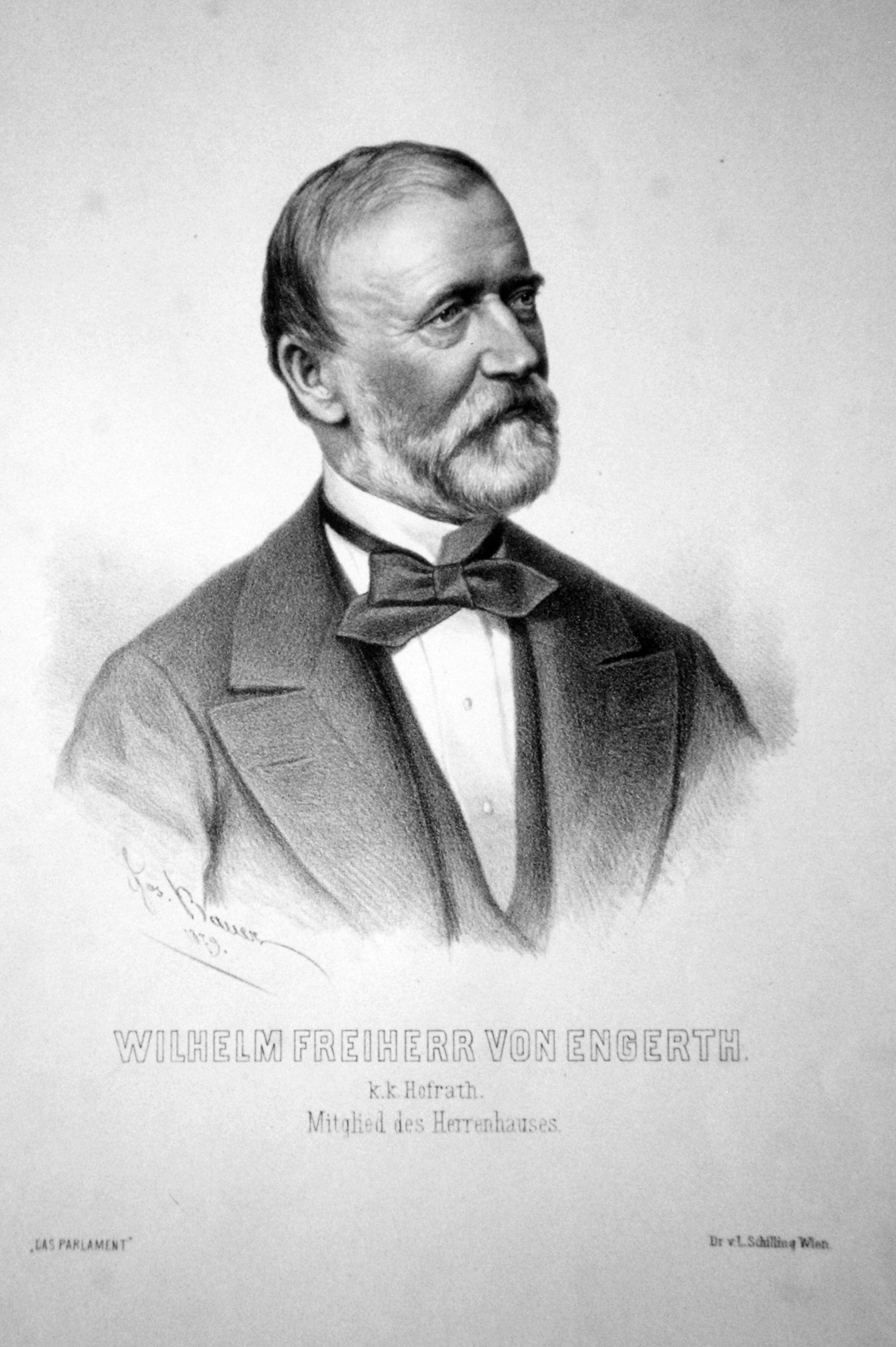
Wilhelm von Engerth, Lithographie von Josef Anton Bauer (1879)

Wilhelm Engerth, ab 1862 Wilhelm Ritter von Engerth und ab 1875 Wilhelm Freiherr von Engerth, (* 26. Mai 1814 in Pleß, Oberschlesien, Königreich Preußen; † 4. September 1884 in Leesdorf, Gemeinde Baden bei Wien, Niederösterreich) war ein deutsch-österreichischer Architekt, Maschinenbauingenieur und Hochschullehrer. Bekannt wurde er als der Entwickler der ersten praxistauglichen Gebirgslokomotive. Für seine Verdienste wurde er 1875 in den Freiherrnstand erhoben.

## Leben
Wilhelm Engerth war der Sohn eines Hofmalers des Herzogs von Anhalt-Köthen und besuchte im galizischen Lemberg die Schule. Anschließend studierte Engerth ab 1834 in Wien erst das Baufach, dann das Maschinenbaufach und ging darauf als Architekt nach Galizien, wo er bald mit zahlreichen Aufträgen betraut wurde. Er kehrte nach Wien zurück, um sich dem Maschinenbau zu widmen, wurde Assistent der Mechanik am Polytechnischen Institut in Wien, dann supplierender Professor der darstellenden Geometrie und 1844 Professor der Mechanik und Maschinenlehre am Joanneum in Graz. Hier soll er u. a. von Erzherzog Johann sehr geschätzt worden sein.
Von Handelsminister Baron Bruck zum Preisrichter des Semmerings-Wettbewerbs ernannt, konstruierte Engerth anschließend für den Betrieb auf der Semmeringbahn aus den Vorzügen der angetretenen Lokomotiven einen neuen Typus Gebirgslokomotive, weltweit die erste Stütztenderlokomotive. Diese entsprach den Anforderungen so vollkommen, dass in der Folge die sogenannte Engerth-Lokomotive vielfach Anwendung fand.
Wilhelm Engerth wurde 1850 zum technischen Rat bei der Generaldirektion für Eisenbahnen ernannt, übernahm später im österreichischen Handelsministerium das Referat für Maschinenwesen, trat 1855 bei der Staatseisenbahn-Gesellschaft (StEG) als Zentraldirektor ein und wurde später deren Generaldirektor.
1859 war er Mitglied der Zoll-Enquetekommission, 1860 verließ er den Staatsdienst. Er arbeitete an der Reorganisation der technischen Studien in Österreich und war auch ein Förderer der Wiener Donauregulierung. Er erfand das Schwimmtor, durch das der Donaukanal gegen das Eindringen von Eismassen geschützt wurde. Bei der Wiener Weltausstellung 1873 fungierte er als Chef des gesamten Ingenieurwesens und leitete als Chefingenieur den Bau der Ausstellungshallen. Er setzte sich weiters für die Durchtunnelung des Arlbergs ein. 1874 wurde er in das Herrenhaus des österreichischen Reichsrats berufen und 1875 in den Freiherrnstand erhoben. Er starb am 4. September 1884 in Leesdorf.
Sein Bruder war der Maler Eduard von Engerth.
Im Jahr 1886 wurde in Wien die im 2. und 20. Bezirk gelegene Engerthstraße nach ihm benannt.

## Schriften
- Die Lokomotive der Staats-Eisenbahn über den Semmering. Resultate der Erprobung der Kettenkuppelung an der Preis-Lokomotive Bavaria, Erörterung der Konstruktionen des Wilhelm Engerth. Bildliche Darstellungen der einfachen Maschinen in isometrischer Projection, entworfen von Wilhelm Engerth. Wien 1845.
- Konkurs-Lokomotive und Beschreibung mehrerer projektirten Gebirgs-Lokomotive, mit einem Atlas von 13 Kupfertafeln und einem lithographischen Längenprofile der Semmeringbahn. In: Zeitschrift des Österreichischen Ingenieur-Vereins. 1853/1854. (als Sonderdruck mit dem Umschlagtitel: Semmering Locomotive.)
- Personen- und Lastwagen, Tender-Ausrüstung, Werkstätten-Einrichtung und Werkzeuge. Zeichnungen aus der K. K. Österreichischen Staatseisenbahn-Gesellschaft. Wien 1857.
- Das Schwimmthor zur Absperrung des Wiener Donaucanales. Wien 1884.

## Auszeichnungen
- 1854: königlich belgischer Leopoldsorden[2]